# Gedenkstätte Todesmarsch im Belower Wald
Die Gedenkstätte Todesmarsch im Belower Wald für die Opfer des Todesmarsches des Konzentrationslagers Sachsenhausen befindet sich in einem Waldgebiet der brandenburgischen Stadt Wittstock/Dosse an der Grenze zu Mecklenburg-Vorpommern. Die Außenstelle der Gedenkstätte Sachsenhausen befindet sich in Trägerschaft der Stiftung Brandenburgische Gedenkstätten.

## Geschichte
Etwa 18.000 Häftlinge des Konzentrationslagers Sachsenhausen lagerten auf dem Todesmarsch vom 23. bis 29. April 1945 im Belower Wald, dem Stadtforst von Wittstock. In einer nahegelegenen Scheune waren darüber hinaus weibliche Häftlinge des Konzentrationslagers Ravensbrück untergebracht. Ein vermutetes Massengrab im Wald mit etwa 400 Toten wurde bisher nicht gefunden.
1965 wurde am historischen Ort ein Gedenkstein aufgestellt. 1975 erfolgte die Einweihung einer Gedenkstätte mit einer Stele und einem Platz für Großveranstaltungen. Im Zuge der Errichtung der Gedenkstätte war der Gedenkstein von 1965 nach Alt Daber umgesetzt worden. 1981 wurde das Museum des Todesmarsches als Außenstelle der Nationalen Mahn- und Gedenkstätte Sachsenhausen eröffnet. Für den Museumsneubau war das historische Hirtenhaus mit Nebengelass und Scheunen abgerissen worden. Die Ausstellung wurde 1992 überarbeitet und durch Objekte aus Häftlingsbesitz ergänzt, die im Wald geborgen worden waren. Rundwege auf dem etwa 20 ha großen historischen Waldgelände führen zu einzelnen von über 100 Bäumen mit Inschriften von Häftlingen.
Das Museumsgebäude wurde in der Nacht zum 5. September 2002 bei einem rechtsextremistischen Brandanschlag schwer beschädigt. 2010 wurde die Gedenkstätte nach einer umfassenden Neugestaltung, in deren Mittelpunkt das historische Waldgelände stand, wiedereröffnet.

## Filme
- Als die Anemonen blühten. Dokumentarfilm, Cine-Pentama-Studio „Hans Beimler“, VEB-Kombinat Lokomotivbau-Elektrotechnische-Werke Hennigsdorf, DDR 1983/84, 7 Minuten.[4][5]